# Norma Torres
Pour les articles homonymes, voir Torres.
Norma Torres, née le 4 avril 1965 à Escuintla au Guatemala, est une femme politique américaine, maire de la ville de Pomona (Californie) de 2006 à 2008 et représentante démocrate à la Chambre des représentants des États-Unis depuis 2015.

## Origines et famille
Norma Torres est née Norma Barillas le 23 avril 1965 dans la ferme familiale d'El Salto, au Guatemala, dans la région d'Escuintla. Elle émigre aux États-Unis à l'âge de 5 ans, ses parents lui faisant croire qu'elle partait simplement en vacances. Arrivée en Californie, elle vit alors chez son oncle à Whittier. Elle acquiert la nationalité américaine en 1992.
Elle se marie à un chicano, Luis Torres, avec qui elle a trois garçons.

## Carrière professionnelle
Norma Barillas devient dans un premier temps membre d'une équipe de nuit du service de secours de Los Angeles comme ambulancière et éducatrice dans la communauté hispanique, et participe comme volontaire à divers programmes sociaux luttant contre le suicide ou la prostitution.

## Carrière politique

### Élue de Pomona
Elle décide de s'engager politiquement en participant aux élections municipales de sa ville de Pomona en 2000, auxquelles elle est élue conseillère municipale à une large majorité. De 2006 à 2008, elle est maire de la ville.
Torres fit des conditions de vie et l'esthétique de la ville ses priorités. Ses premières mesures furent d'entreprendre des rénovations visant à la réhabilitation des quartiers défavorisés de Pomona.
Elle instaura ensuite le « Most Beautiful Yard Contest », un concours récompensant les citoyens propriétaires des jardins les mieux entretenus.
Ensuite, elle prit des mesures en faveur de la jeunesse (très importante dans cette ville) :
- après quelques rencontres à la mairie avec des urbanistes et des représentants de la jeunesse de la ville, elle fit construire un skate park ainsi qu'un Teen Center (équivalent d'une grande MJC) ;
- elle développa aussi les transports en commun de la ville permettant aux étudiants dont l'école se trouve à Los Angeles d'y voyager plus rapidement avec des horaires plus réguliers. Cette mesure concerna aussi les voyages extra-scolaires.

La lutte contre la délinquance et la préservation des services de Pomona sont aussi des aspects majeurs de sa politique :
- elle instaura une politique de répression envers les délinquants sexuels ainsi qu'envers les violents membres de gangs. Elle opta, toutefois, pour une politique de prévention concernant les membres moins influents ainsi que les jeunes des quartiers pauvres de Pomona, confrontés au gangstérisme ;
- elle lutta pour le maintien de la Police et des Pompiers dans sa ville alors qu'un projet gouvernemental les mettaient en péril.

### Élue de Californie
Elle siège à l'Assemblée de l'État de Californie de 2008 à 2013. Elle y représente le 61e district.
En mai 2013, à l'occasion d'une élection partielle, elle est élue au Sénat de l'État de Californie. La sénatrice sortante du 32e district sénatorial, Gloria Negrete McLeod, avait démissionné en raison de son élection à la Chambre des représentants des États-Unis. Dans un district acquis aux démocrates, Torres remporte 59,4 % des voix contre le maire républicain d'Ontario, Paul Leon.

### Représentante des États-Unis
Lors des élections de 2014, elle se présente à la succession de Gloria Negrete McLeod à Chambre des représentants des États-Unis, dans le 35e district de Californie. Le district recouvre les villes d'Ontario, Pomona et Rialto. En juin, elle remporte la primaire avec près de deux tiers des voix. En novembre 2014, elle est élue avec 63,5 % des voix face à une autre démocrate, Christina Gagnier.